# Leif Andersson (skidskytt)
Bo Leif Andersson, född 26 april 1961 i Risinge församling, Östergötlands län, är en svensk före detta skidskytt.

## Biografi
Vid de olympiska vinterspelen 1992 i Albertville tog Andersson en bronsmedalj i stafett tillsammans med Ulf Johansson, Tord Wiksten och Mikael Löfgren efter segrande Tyskland och tvåan OSS
Andersson var med i de olympiska vinterspelen 1984 i Sarajevo, 1988 i Calgary, 1992 i Albertville och 1994 i Lillehammer. Sammanlagt gjorde Andersson nio olympiska starter i olika distanser.
Leif Andersson, vars bas som skidskytt var Värmland och Dalarna, har efter den aktiva karriären haft flera uppdrag för det svenska skidskytteförbundet, bland annat som förbundskapten och skjuttränare.